# Biagio Marini
Biagio Marini (Brescia, 5 février 1594 – Venise, 20 mars 1663) est un violoniste et un compositeur italien.

## Biographie
De 1615 à 1618, à partir de l'âge de vingt et un ans, Biagio Marini exerce son activité de violoniste à Venise au service de la cour ducale et parmi les musiciens de la chapelle de la basilique Saint-Marc, sous la direction du maître de musique Claudio Monteverdi, puis à Brescia en tant que maître de chapelle de l'église de Sant'Eufemia della Fonte (it) et directeur musical de l'Académie (littéraire et musicale) des Errants (it) (Accademia degli Erranti). Le 30 janvier 1621, il entre comme musicien à la cour des Farnèse à Parme. De 1623 à 1649, il est maître de chapelle à la cour de Bavière des Wittelsbach à Neubourg-sur-le-Danube.
On a des relations sur ses visites à Bruxelles (1624), à Milan (1631-2), à Bergame (1632), à Düsseldorf (en 1640 et 1644-5), à Brescia, et probablement à Venise. Il revient à Milan en 1649 en tant que maître de chapelle de Santa Maria della Scala, puis travaille à Ferrare et à Venise de 1651 à 1653, encore une fois à Milan en 1654, à Vicence en 1655-1666, avant de s'installer définitivement à Venise. Il se marie trois fois et un document de 1641 mentionne cinq fils. Dans son acte de décès, on lui donne l'âge de 76 ans.

## Production musicale
Bien qu'il soit surtout connu pour sa production de musique instrumentale, seules trois des 15 publications qui nous sont parvenues comprennent exclusivement des morceaux instrumentaux : l'opus I de 1617, intitulé Affetti Musicali, l'opus VIII (1626) et l'opus XXII publié en 1655. Bien qu'il s'agisse de trois collections d'une qualité extraordinaire, elles présentent un caractère très différent l'une de l'autre, et représentent trois périodes différentes de la vie et de la maturité artistique du compositeur [6].
La première, publiée à l'âge de 20 ans dans la période où il travaillait comme violoniste à Venise, comprend des chansons, des sinfonie, des sonates, des airs et des danses, le tout généralement bref, mais bien structuré ; on y reconnaît ce que doit son inspiration aux compositions de certains de ses confrères qui s'étaient déjà affirmés, comme Salomone Rossi ; cependant, comme le suggère le titre de l'opus, il s'y trouve un intérêt particulier pour une écriture fortement expressive. Parmi les morceaux, il vaut la peine de rappeler au moins la vaste sonate La Foscarina, pour deux violons ou cornets et trombones ou basson ; dans cette dernière, clairement inspirée par un style vocal plus avancé, nous sentons de grandes tensions harmoniques, des revirements soudains dans l'affetto, une nouvelle liberté formelle, tous les éléments d'une « modernité », qui ouvre la voie aux meilleures productions de Dario Castello.
De l'opus VIII il vaut la peine de rapporter le titre entier du frontispice, très éloquent sur le contenu : Sonate, Sinfonie, Canzoni, Pass'emezzi, Baletti, Corenti, Gagliarde, & Retornelli, A 1.2.3.4.5. & 6. Voci, Per ogni sorte d'Istrumenti. Un Capriccio per Sonar due Violini Quattro parti, Un Ecco per tre Violini & alcune Sonate Capriciose per Sonar due e tre parti con il Violino Solo, con altre curiose & moderne inventioni. En 1629, bien que la publication eût été réalisée par les presses de Bartolomeo Magni à Venise, lui-même se trouvait à Neuburg sur le Danube. La collection contient plus de 60 morceaux, et une très large variété de genres divers : depuis les canzoni les plus archaïsantes, destinées à un effectif nombreux, de 4 à 6 voix, parfois divisées en deux chœurs, dans lesquels prévalent les effets de masse, aux ritournelles ou aux sinfonie (morceaux courts employés pour introduire des œuvres vocales d'église ou de chambre), aux danses, aux variations sur basso ostinato, aux capricci, dans lesquels s'expriment les solutions les plus expérimentales (Curiose e moderne inventioni), aux sonates pour un ou deux instruments et basse continue, dans lesquelles s'exprime le mieux cette heureuse synthèse de curiosité et de connaissance de la composition qui rapproche les morceaux instrumentaux de Marini du motet pour solo de Monteverdi.

## Œuvres
- Op. 1 : Affetti musicali (1617)
- Op. 2 : Madrigali e symfonie
- Op. 3 : Arie, madrigali et corenti
- Op. 5 : Scherzi e canzonette
- Op. 6 : Le lagrime d’Erminia in stile recitativo
- Op. 7 : Per le musiche di camera concerti
- Op. 8 : Sonate, sinfonie e retornelli
- Op. 9 : Madrigaletti
- Op. 13 : Compositioni varie per musica di camera
- Op. 15 : Corona melodica
- Op. 16 : Concerto terzo delle musiche da camera
- Op. 18 : Salmi per tutte le solennità dell’anno concertati nel moderno stile
- Op. 20 : Vesperi per tutte le festività dell’anno
- Op. 21 : Lagrime di Davide sparse nel miserere
- Op. 22 : Per ogni sorte di strumento musicale diversi generi di sonate, da chiesa, e da camera (1655)
- 2 motets

## Source
- (it) Cet article est partiellement ou en totalité issu de l’article de Wikipédia en italien intitulé « Biagio Marini » (voir la liste des auteurs).